# Borough of Eastleigh
Eastleigh ist ein Verwaltungsbezirk mit dem Status eines Borough in der Grafschaft Hampshire in England, der im Westen an die Stadt Southampton grenzt. Verwaltungssitz ist die Stadt Eastleigh, wo ein großer Teil der Bevölkerung lebt; weitere bedeutende Orte sind Bishopstoke und Fair Oak.
Der Bezirk wurde am 1. April 1974 gebildet und entstand aus der Fusion des ursprünglichen Borough of Eastleigh mit einem Teil des Rural District Winchester.

## Städtepartnerschaften
Borough of Eastleigh ist partnerschaftlich verbunden mit
- Villeneuve-Saint-Georges in der Region Île-de-France, Frankreich
- Kornwestheim in Baden-Württemberg, Deutschland

Als Schwesterstadt wird genannt:
- Temple Terrace in Florida, USA

Eine Städtefreundschaft besteht mit 
- Kimry, Russland

## Nachweise
1. ↑  Website Eastleigh Borough Council:Twinning

Koordinaten: 50° 57′ N, 1° 18′ W